# Зелёная земля (пигмент)
Зелёная земля (фр. terre verte), «веронская земля», «богемская земля» — натуральная краска в живописи; минеральный краситель светло-зелёного цвета из разных соединений кремния (железа, марганца, магния, алюминия) и других минералов.
Используется с античности; особенно пигмент был востребован художниками Возрождения как грунтовка при изображении человеческой кожи, делавшей изображение более реалистичным.
Другие названия — «веронская земля», «богемская земля», «кипрская земля», «польская земля», «тирольская земля»— по месту добычи минералов.
В цветовом индексе пигмент классифицирован под кодом PG23.